# Lepismium lumbricoides
Lepismium lumbricoides är en kaktusväxtart som först beskrevs av Lem., och fick sitt nu gällande namn av Barthlott. Lepismium lumbricoides ingår i släktet Lepismium och familjen kaktusväxter. Inga underarter finns listade i Catalogue of Life.